# Шишлянников Михайло Осипович
Михайло Осипович Шишлянников (4 березня 1908 — 25 липня 1996) — передовик виробництва, драгер копальні «Ленінський» тресту «Якутзолото», Якутська АРСР. Герой Соціалістичної Праці (1957).

## Біографія
Народився 4 березня 1908 року в Зимі. Після служби на Чорноморському флоті переїхав у 1932 році до Якутії, де став працювати на золотих копальнях Алдана. З 1942 року керував екіпажем драгі.
У 1957 році удостоєний звання Героя Соціалістичної Праці «за видатні виробничі досягнення і великий внесок, внесений в освоєння і впровадження нових прогресивних методів праці в промисловості і сільському господарстві Якутської АРСР».

## Нагороди
- Герой Соціалістичної Праці — указом Президії Верховної Ради СРСР від 1 жовтня 1957 року
- Орден Леніна